# Yang Guifei
Yang Yuhuan (26 de junho,  719 – 15 de julho de 756  ), também conhecida como Yang Guifei (楊貴妃, com Guifei sendo o posto mais alto para consortes imperiais durante seu tempo), e conhecida brevemente pelo nome da freira taoísta Taizhen (太真)  foi a amada consorte do imperador Xuanzong de Tang durante seus últimos anos. Ela é conhecida como uma das Quatro Belezas da China antiga.
Durante a rebelião de An Lushan, enquanto o imperador Xuanzong e seu cortejo fugiam da capital Chang'an para Chengdu, os guardas do imperador exigiram que ele matasse Yang porque culparam seu primo Yang Guozhong e o resto de sua família pela rebelião. O imperador capitulou e relutantemente ordenou que seu assistente Gao Lishi supervisionasse seu suicídio forçado.

## Características pessoais
Yang era conhecida por ter um tamanho maior, em uma época da história chinesa em que esses tipos de corpo eram os preferidos.  Por causa disso, Yang é frequentemente comparada e contrastada com a Imperatriz Zhao Feiyan, que é conhecida por ser uma pessoa esguia. Isso, por sua vez, levou ao idioma de quatro caracteres huanfei yanshou, descrevendo a variedade física dos tipos de beleza entre Zhao e Yang.
Uma cópia do contorno de sua mão direita ainda existe, tendo sido esculpida em uma grande pedra no local do Palácio de Xi'an. 

## Galeria

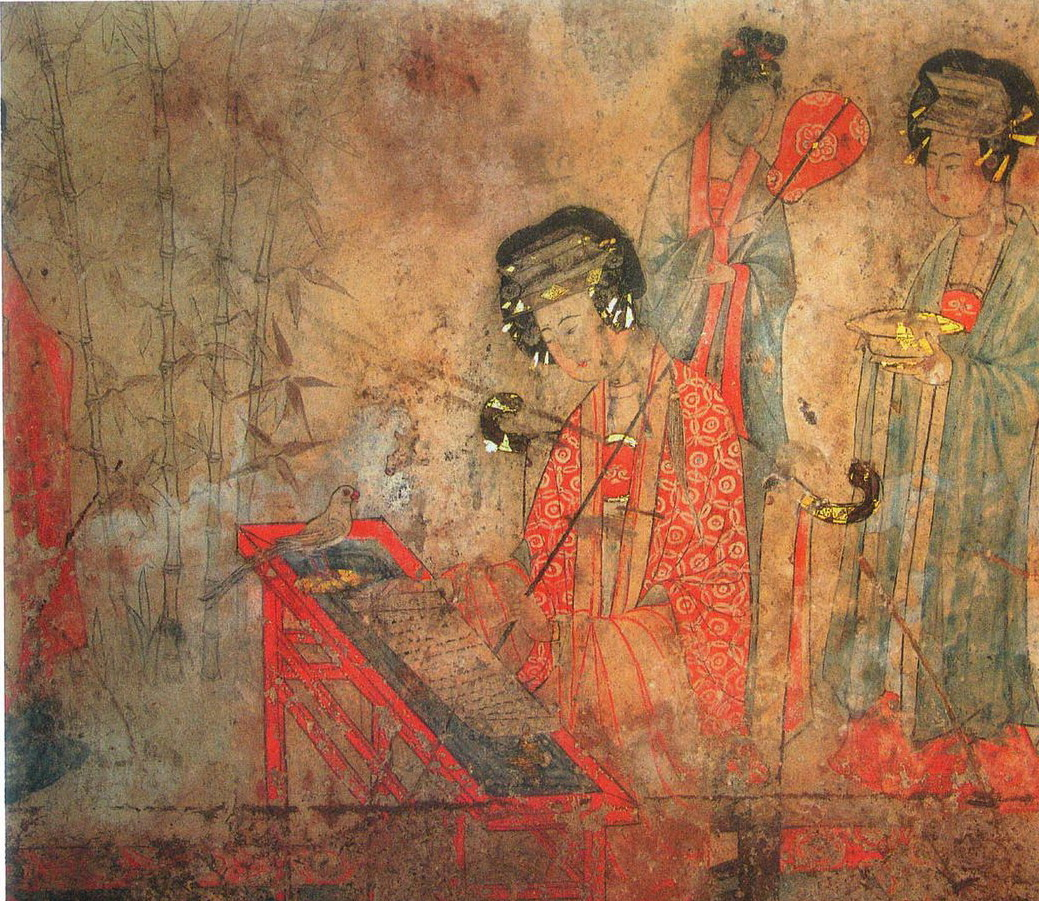
O consorte imperial Yang está ensinando um papagaio a cantar sutras, dinastia Liao (907–1125).
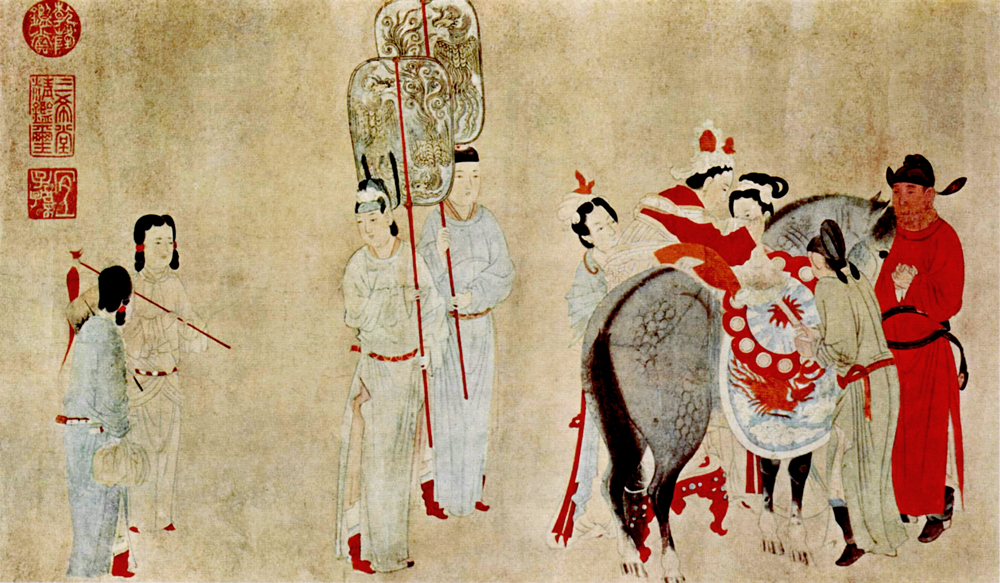
Detalhe mostrando Yang Guifei montado em um cavalo, de 1250 a 1300.
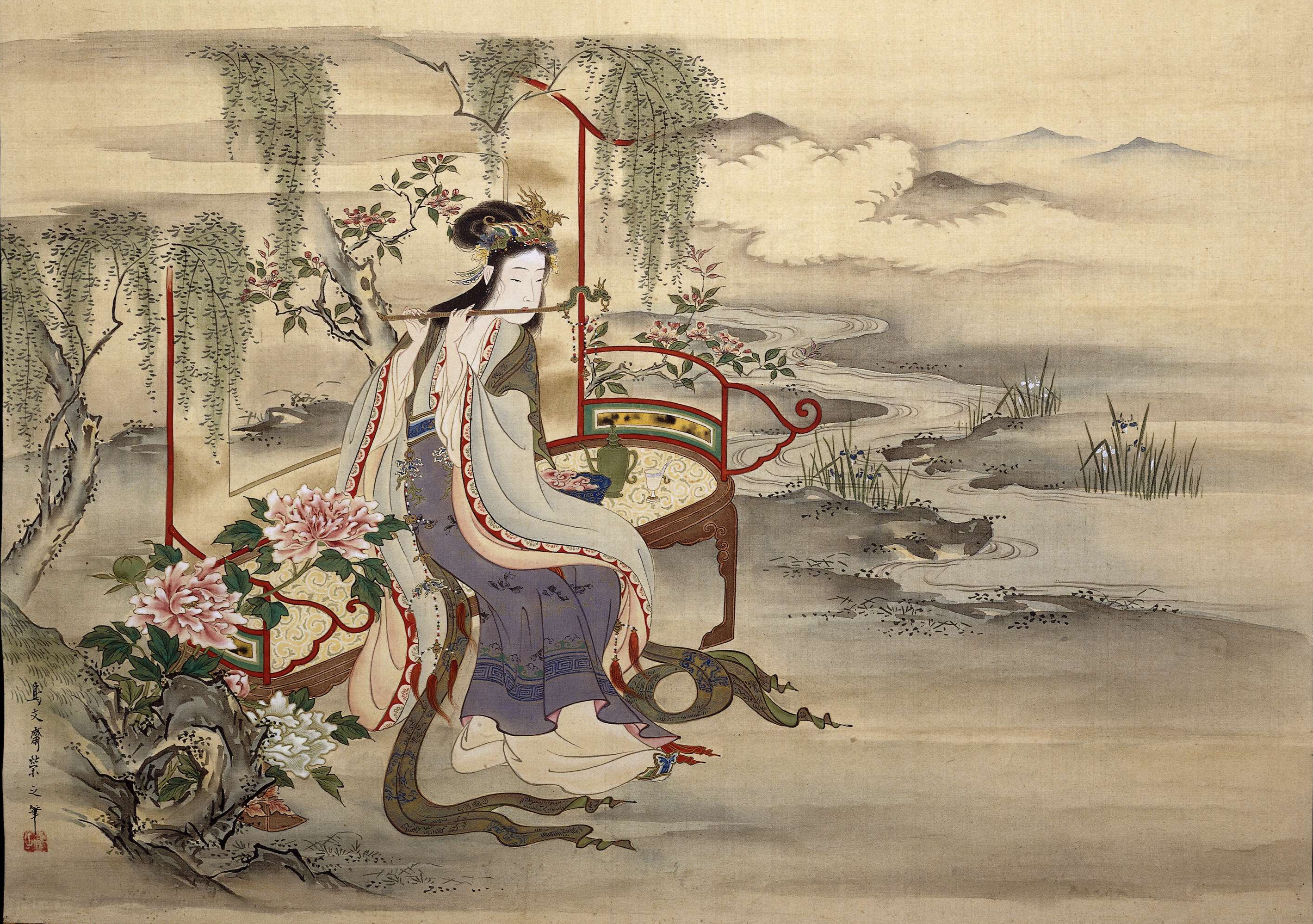
Pintura de Hosoda Eishi intitulada "A beleza chinesa Yang Guifei". Período Edo, por volta de 1800–20 DC.
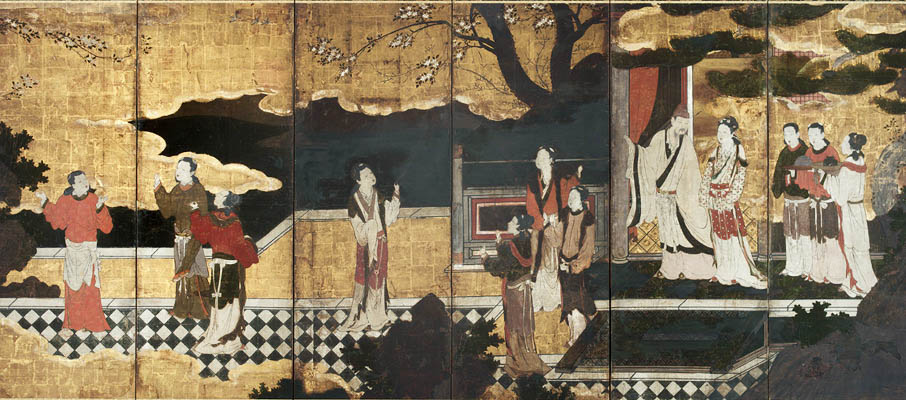
O imperador chinês Minghuang e sua concubina Yang Guifei, com atendentes em um terraço. Por Kanō Eitoku (1543–1590).
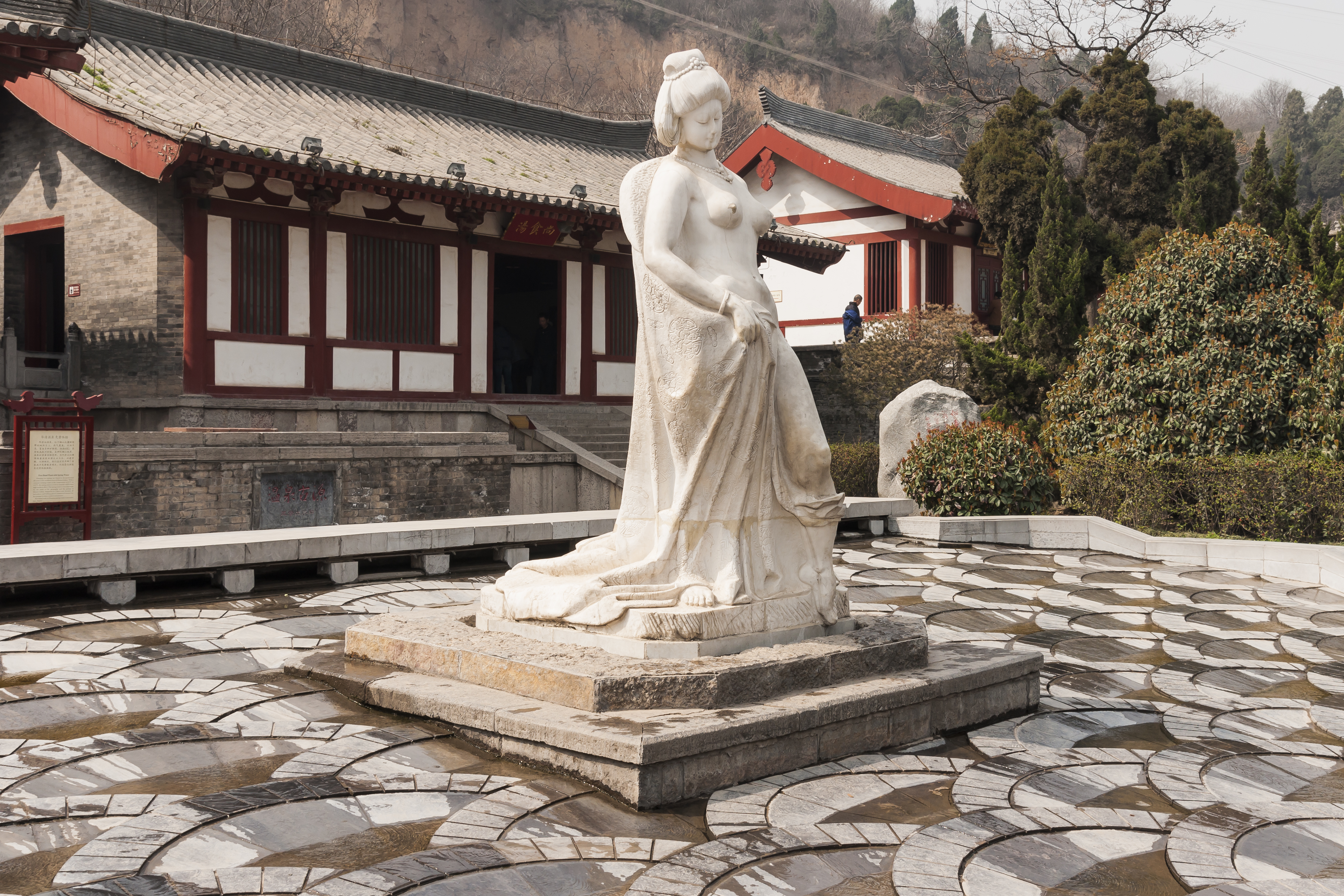
Estátua de Yang Guifei na piscina de Huaqing .
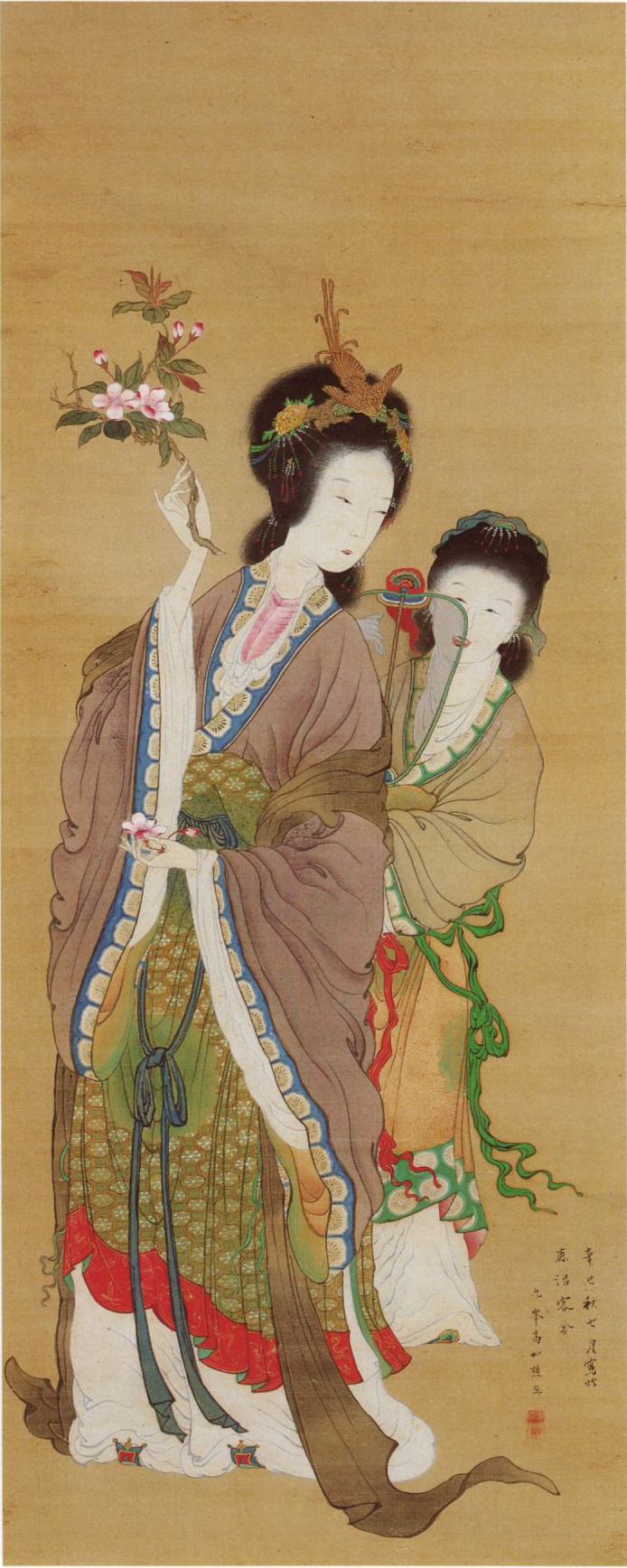
Yang Guifei. Por Takaku Aigai, 1821.
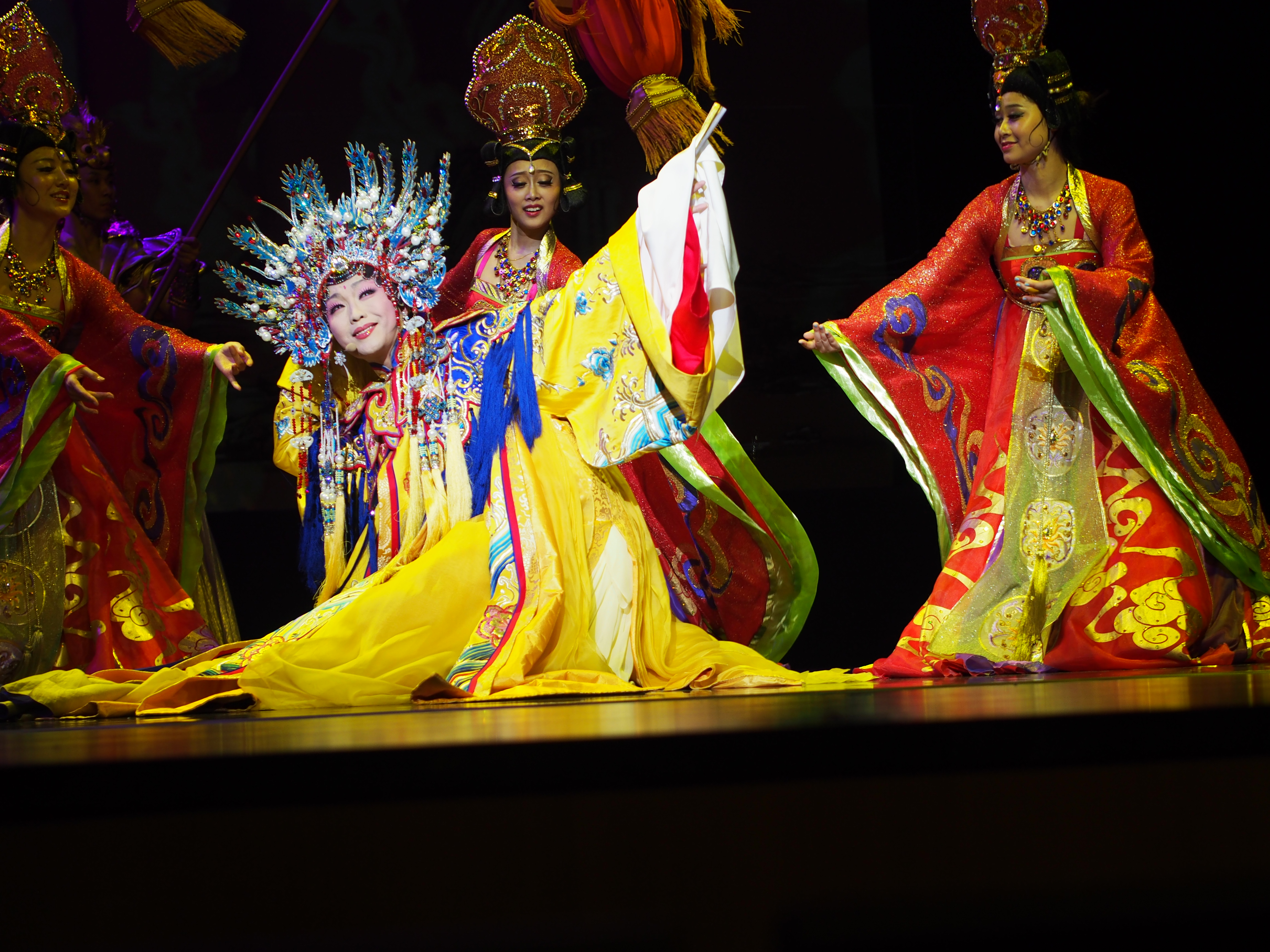
Yang Guifei tomou alguns drinques enquanto esperava o imperador, da ópera.
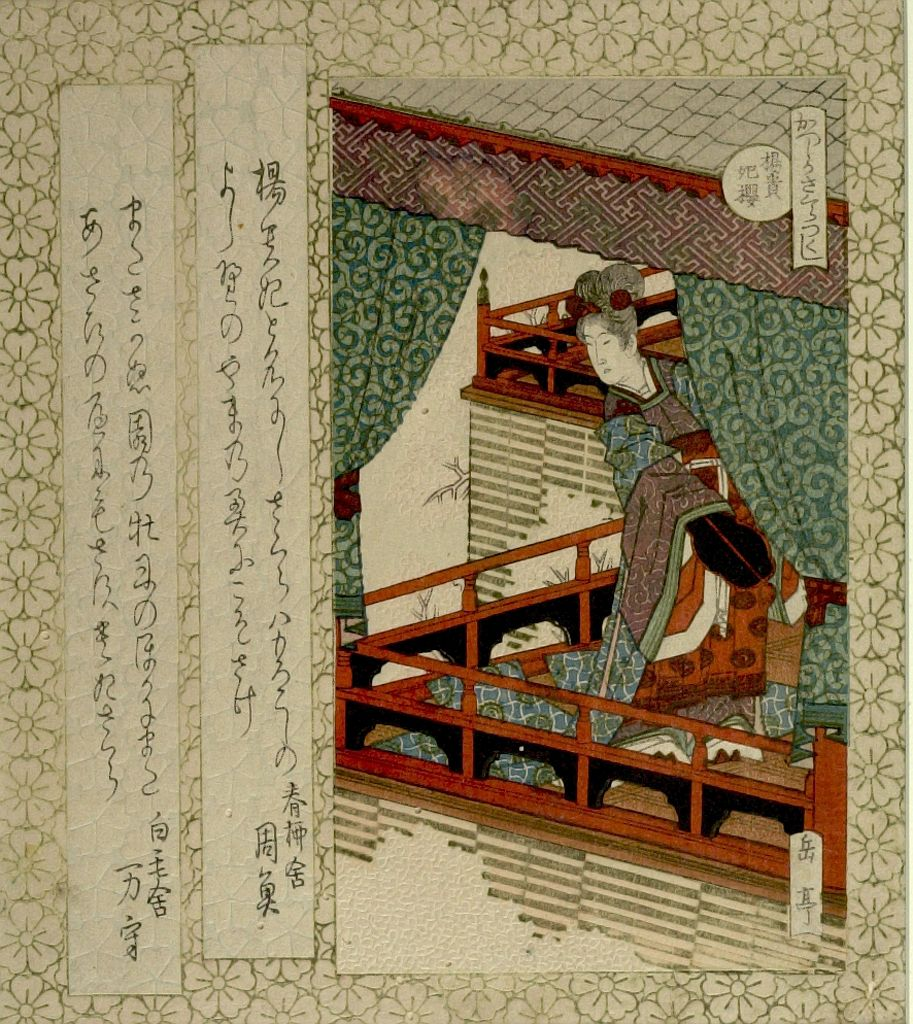
Yang Guifei (Yôkihi) Vendo flores de cerejeira da varanda. Período Edo, por volta de 1823.
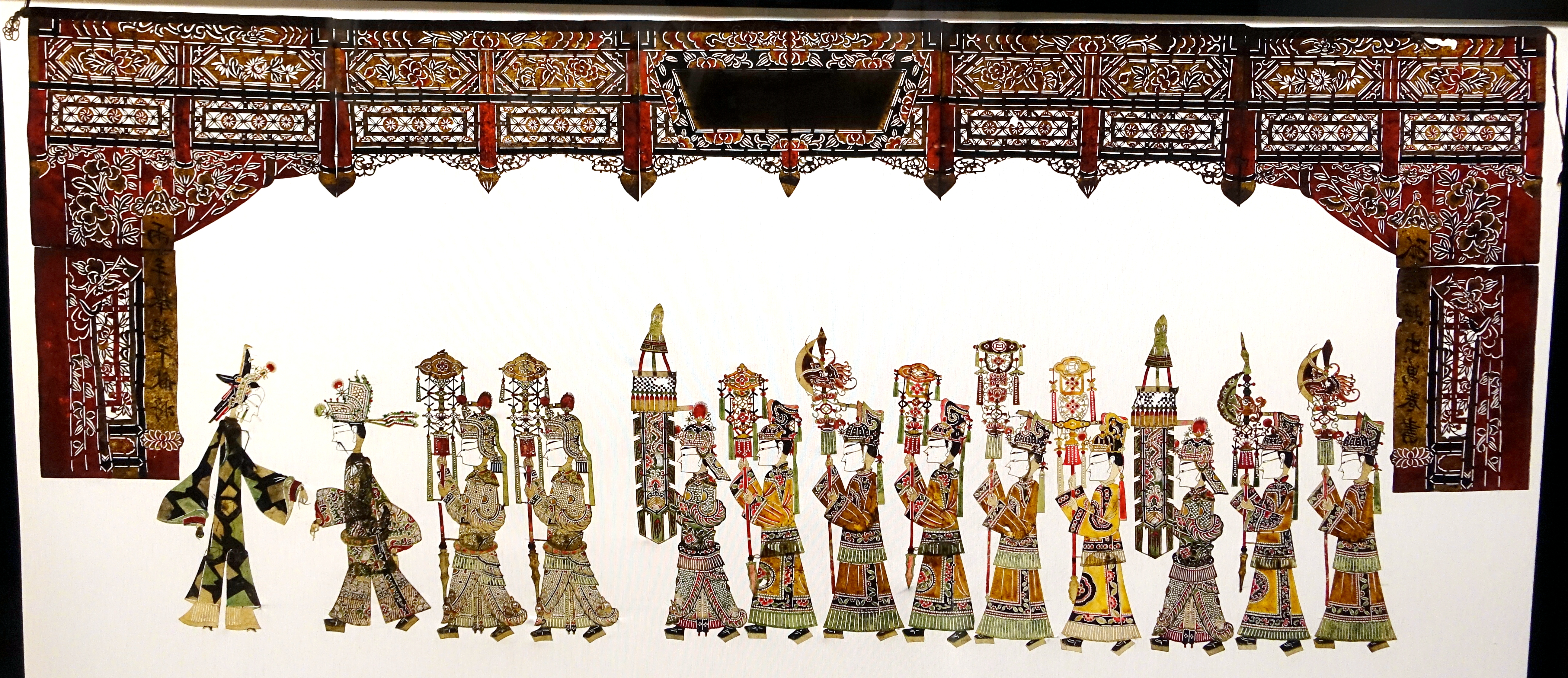
Minghuang e Yang Guifei, de Shaanxi
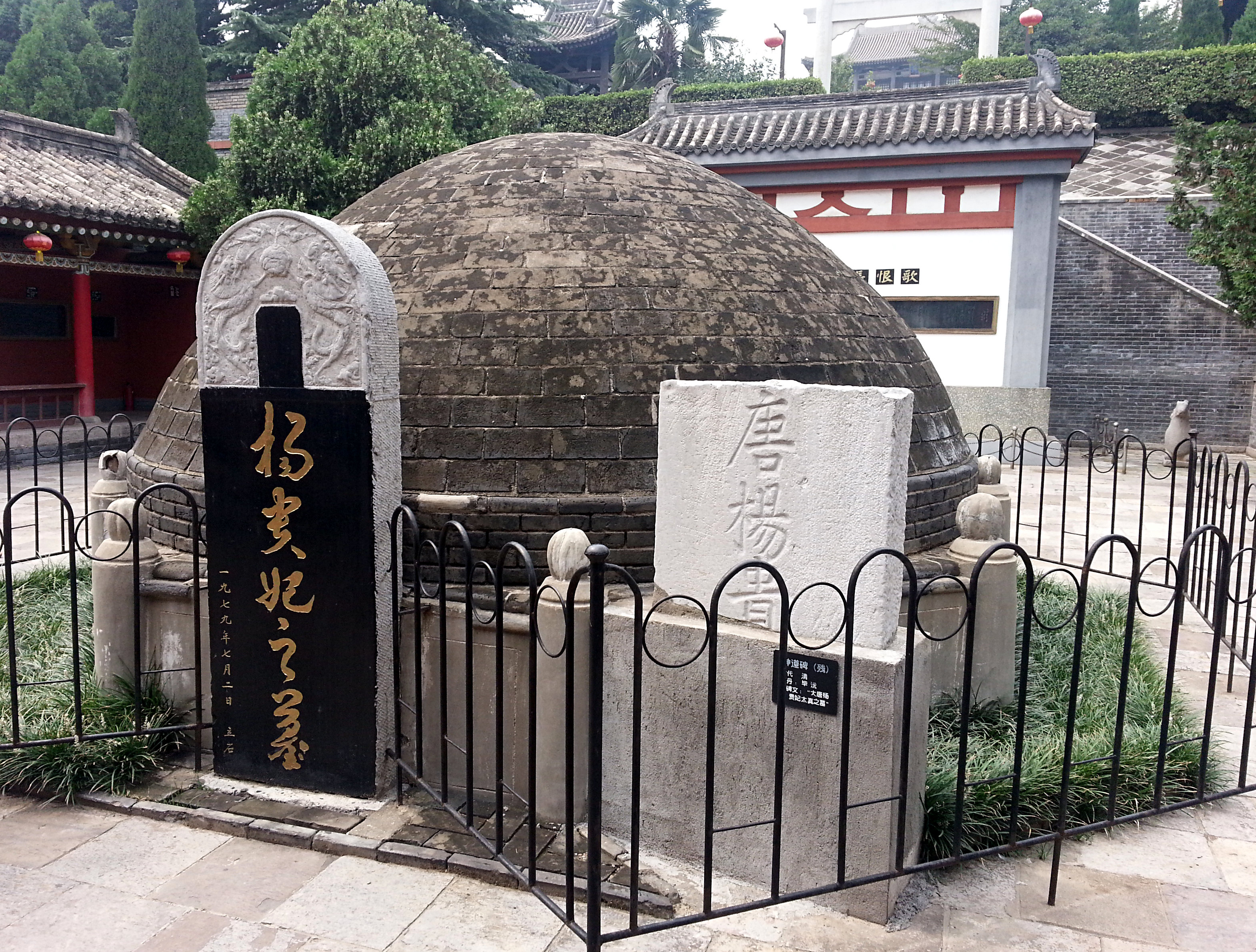
Tumba de Yang Guifei
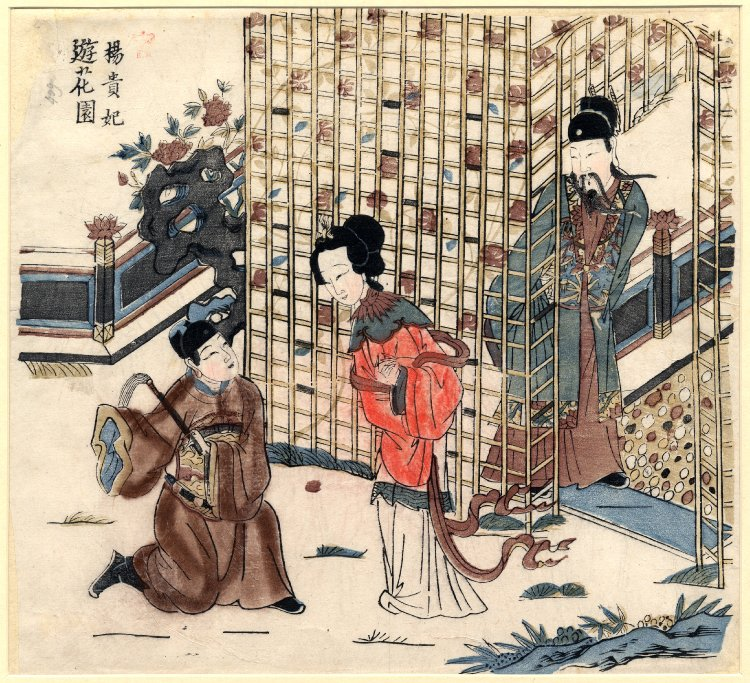
Yang Guifei em um jardim de flores, xilogravura com cores